# Waiting for a Train
Waiting for a Train är ett album från år 2006 med Anders Widmark. Albumet innehåller nya kompositioner och tolkningar av bland annat No Woman, No Cry, Waiting for a Train och Light My Fire.

## Låtlista
Alla låtarna är skrivna av Anders Widmark om inte annat anges.
1. No Woman, No Cry (Vincent Ford) – 4:10
2. Waiting for a Train (Harry Vanda/George Young) – 4:43
3. Prepared – 2:44
4. What Difference Does It Make (Anders Widmark/Steve Dobrogosz) – 3:21
5. Holy Ghost – 5:21
6. Blue Suede Shoes (Carl Perkins) – 2:41
7. Plumber – 1:12
8. Blues – 4:31
9. Light My Fire (Jim Morrison/Robert Krieger/Ray Manzarek/John Densmore) – 3:21
10. I'm Your Guitar – 3:49
11. In the Middle of Nowhere – 1:16
12. The Carpenter – 3:11

## Medverkande
- Anders Widmark – piano
- Mattias Welin – bas
- Marcus Lewin – trummor